# Schutzgebiete im Natur- und Landschaftsschutz (Norwegen)
Die norwegischen Schutzgebiete im Natur- und Landschaftsschutz werden von der norwegischen Umweltbehörde (miljødirektoratet) in fünf verschiedene Kategorien eingeteilt. Diese werden laufend aktualisiert. In Norwegen gibt es etwa 3.100 Schutzgebiete, die ca. 17,5 % der Festlandfläche ausmachen.
| Schutzform | Gesamt | Gesamt | Landgebiet | Landgebiet     | Seegebiet | Seegebiet               |
| Schutzform | Anzahl | km2    | km2        | Landareal in % | km2       | Anteil am Seeareal in % |
| --- | ------ | ------ | ---------- | -------------- | --------- | ----------------------- |
| Insgesamt | 3.117  | 61.144 | 56.574     | 17,5 %         | 4570      | 3,1 %                   |
| Nationalparks | 40     | 32.980 | 31.524     | 9,7 %          | 1456      | 1,0 %                   |
| Landschaftsschutzgebiete | 195    | 18.335 | 17.262     | 5,3 %          | 1073      | 0,7 %                   |
| Naturschutzgebiete | 2.414  | 9.007  | 7.401      | 2,3 %          | 1606      | 1,1 %                   |
| Sonstige Schutzgebiete | 462    | 657    | 394        | 0,1 %          | 263       | 0,2 %                   |
| Meeresschutzgebiete | 6      | 242    | 0          | 0 %            | 242       | 0,2 %                   |
| Zahlen zum 31. Dezember 2019. Einige Schutzgebiete gehören zu verschiedenen Schutzarten. Die Gesamtgröße der Schutzgebiete ist daher kleiner als die Summe der einzelnen Gebiete. Die Flächen sind auf den nächsten ganzen Quadratkilometer abgerundet. Das Ergebnis basiert auf dem Datensatz der norwegischen Umweltbehörde zu Naturschutzgebieten. Schutzgebiete nach dem alten Naturschutzgesetz (1970) und vorübergehend geschützte Gebiete sind in den Zahlen nicht enthalten. Die prozentualen Berechnungen basieren auf Norwegens Staatsgebiet, einschließlich der Binnenseen und Norwegens Hoheitsgewässern (außerhalb des Festlandes). Quelle: Statistik Norwegen (SSB). |        |        |            |                |           |                         |

## Naturschutzgebiete
Die Naturschutzgebiete unterliegen dem strengsten Schutz nach dem norwegischen Biodiversitätsgesetz (naturmangfoldloven). Es handelt sich um Gebiete, die bedrohte, seltene oder gefährdete Arten enthalten, eine besondere Art Lebensraum darstellen, eine besondere Bedeutung für die biologische Vielfalt haben, ein besonderes geologisches Vorkommen darstellen oder einen besonderen wissenschaftlichen Wert haben.
Im Jahr 2019 gab es insgesamt 2.436 Schutzgebiete mit einer Fläche von 97.221,66 km².

## Nationalparks
Es gibt 47 Nationalparks in Norwegen, von denen sich 40 auf dem norwegischen Festland und 7 auf Spitzbergen befinden. Hierbei handelt es sich um große Naturgebiete mit einzigartigen oder repräsentativen Ökosystemen. Es sind auch Gebiete ohne einen stärkeren Eingriff in die Natur.
Sie dienen dem Schutz der Ökosysteme und sind ein wichtiger Teil der Arbeit, um das Aussterben von Pflanzen und Tieren zu verhindern.

## Landschaftsschutzgebiete
Bei den Landschaftsschutzgebieten, die es in Norwegen seit 1970 gibt, handelt es sich um Natur- und/oder Kulturlandschaften, die einen hohen ökologischen oder kulturellen Wert haben. Unter ihnen befinden sich auch Gebiete, die durch Kulturdenkmäler eine Einzigartigkeit haben. Diese Schutzform ermöglicht es, die geschützte Landschaft weiterhin aktiv zu nutzen.
Es ist das Ziel der Landschaftsschutzgebiete, das Landschaftsbild und das Erleben der Landschaft zu erhalten. In einigen der Landschaftsschutzgebiete sind Teile der Flora und Fauna noch gesondert geschützt.
Im Jahr 2019 gab es 195 Landschaftsschutzgebiete in Norwegen mit einer Gesamtfläche von 18.240 km². Davon liegt keines auf Jan Mayen oder Spitzbergen, aber ca. 1.0110 km² sind geschützte Meeresgebiete.

## Meeresschutzgebiete
In Norwegen gab es Ende 2018 sechs Gebiete mit insgesamt 242 km², die nach § 38 Naturmangfoldloven geschützt waren. Alle Gebiete liegen in den norwegischen Hoheitsgewässern. Ein Teil der Gebiete in den Hoheitsgewässern von Spitzbergen sind ebenfalls nach den Umweltgesetzen von Spitzbergen (svalbardmiljøloven) geschützt.

## Sonstige Schutzgebiete
Viele Schutzgebiete, die sich nicht in die anderen Kategorien einteilen lassen, sind hier zusammengefasst. Dazu gehören Laich-, Paarungs- und Brutgebiete, Aufzuchtgebiete, Biotope und andere zum Teil kleinere Gebiete.